# Borislaw Stojanow
Borislaw Stojanow (bulgarisch: Борислав Стоянов; * 1904; † unbekannt) war ein bulgarischer Radrennfahrer.

## Sportliche Laufbahn
Stojanow startete bei den Olympischen Sommerspielen 1924 in Paris auf der Radrennbahn von Vincennes über 50 Kilometer im Punktefahren. Beim Sieg von Ko Willems schied er allerdings vorzeitig aus dem Rennen aus.